# Charles Étienne Jordan

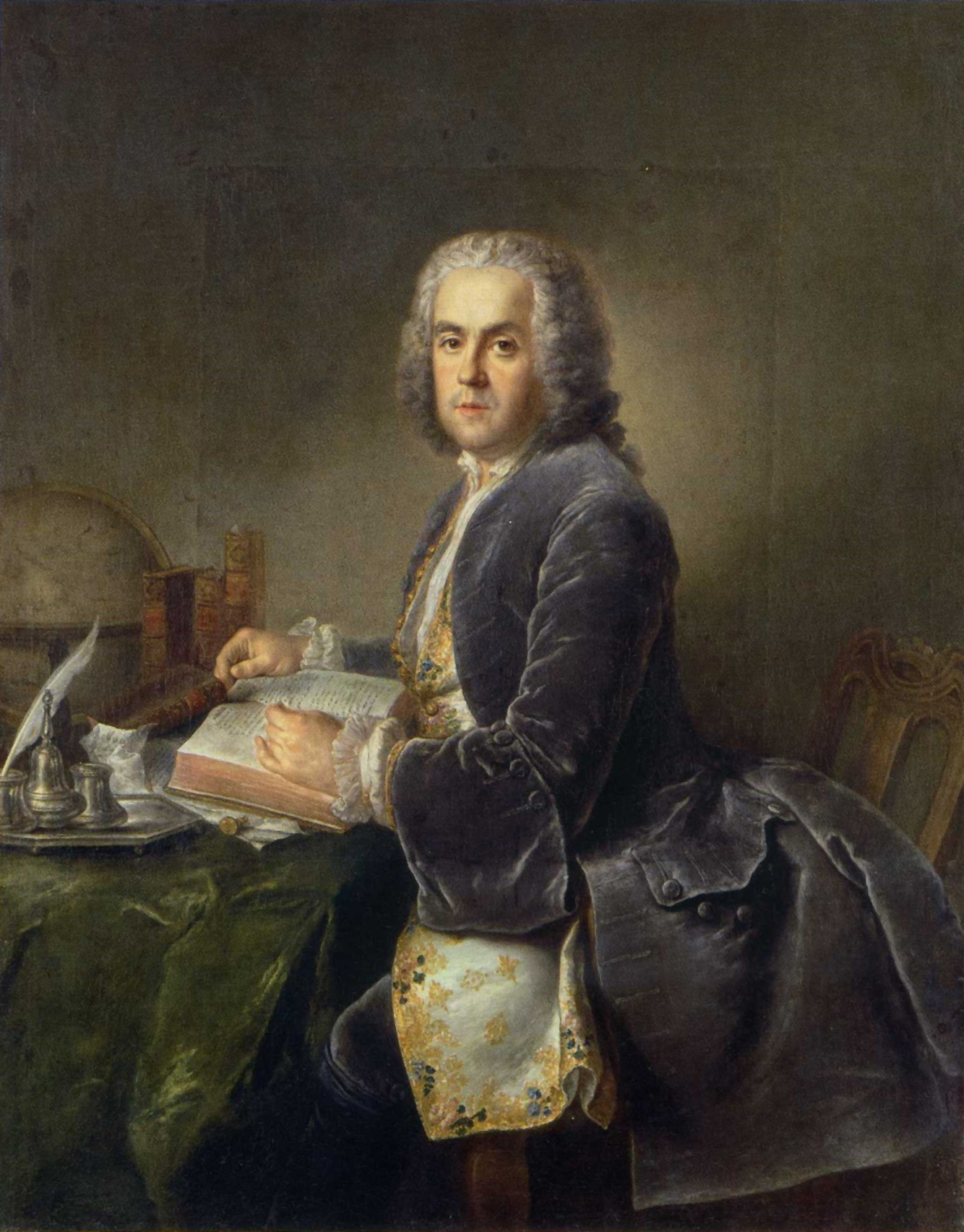
Jordan (um 1740)

A. Menzel: Jordan als Vorleser

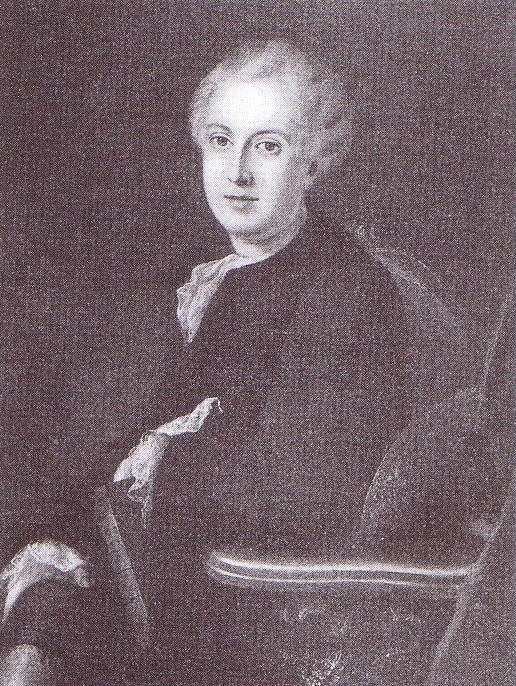
Jordan in jungen Jahren

Charles Étienne Jordan (auch Carl Stephan Jordan; * 27. August 1700 in Berlin; † 13. Mai 1745) war ein Berater und enger Vertrauter Friedrichs des Großen in der Frühzeit der Aufklärung.

## Leben
Jordan war der drittgeborene Sohn einer nach Berlin eingewanderten Familie südostfranzösischer Hugenotten aus der Dauphiné. Er studierte auf Wunsch des Vaters zunächst Theologie in  Magdeburg und dann in Genf und Lausanne (1719–1721) und übernahm anschließend Pfarrstellen in Potzlow in der Uckermark (1724–1727) und in Prenzlau (1727–1732). Während dieser Jahre veröffentlichte er unter anderem eine lateinische Studie über Giordano Bruno und eine Sammlung von Schriften zur Literatur, Philosophie und Geschichte.
Nach dem Tod seiner Frau Susanne geb. Perrault († 1732), mit der er seit 1727 verheiratet gewesen war und zwei Töchter hatte, gab er sein Predigeramt auf und ließ sich in Berlin nieder. Von dort aus unternahm er Bildungsreisen nach Frankreich, England und Holland, wo die Ideen der Aufklärung entwickelt wurden. Hier knüpfte er Beziehungen zu dortigen Gelehrten an, wovon unter anderem seine Histoire d'un voyage littéraire, fait en 1733 (Den Haag 1735) berichtet. Etwa ein Jahr lang wirkte er als Erzieher des Freiherrn Knyphausen in Frankfurt (Oder).
Auf Vermittlung des früheren kursächsischen Kabinettsministers Ernst Christoph von Manteuffel rief ihn 1736 der damalige Kronprinz Friedrich zu sich nach Rheinsberg und machte ihn zu seinem Bibliothekar und Sekretär. Bald entstand eine enge Vertrauensbeziehung zwischen beiden. Zu den Aufgaben Jordans gehörte die Korrektur der französischen Korrespondenzen und Schriften des Kronprinzen, außerdem fertigte er für ihn die französische Übersetzung einer Schrift des von Friedrich geschätzten Aufklärers Christian Wolff an. Als Friedrich, der 1738 in Braunschweig in den Bund der Freimaurer aufgenommen worden war, 1739 in Rheinsberg seine eigene Hofloge gründete (Loge première, dann Loge du Roi), aus der 1740 dann in Berlin die Stadtloge Aux trois Globes („Zu den drei Weltkugeln“) hervorging, gehörte Jordan zusammen mit einigen Adeligen aus dem engsten Freundeskreis des Kronprinzen zu den ersten Mitgliedern.
Während seiner Tätigkeit am Hof Friedrichs setzte Jordan auch die eigenen Studien fort. Auf seinen Wunsch erwarb Friedrich für ihn die Korrespondenz des zum Protestantismus übergetretenen Benediktiners Maturin Veyssière de La Croze (1661–1739), den Jordan persönlich kannte und als eine Art Lehrer betrachtete. Jordan begann in Rheinsberg eine Biographie La Crozes, veröffentlichte eine Übersicht der Briefe (Conspectus thesauri epistoloci Lacroziani, Berlin 1741) und ließ den Text der Briefe von Johann Ludwig Uhl (1714–1790) im Druck herausgeben (Leipzig 1742–46, 3 Bde.).
1740 wurde Jordan Kurator aller preußischen Universitäten sowie Oberaufseher der Waisenhäuser und Hospitäler Berlins. Er richtete in Berlin ein Arbeitshaus für rund tausend Arbeitslose und Bettler ein, teilte zur Verbesserung der Sicherheit die Stadt nach Pariser Vorbild in Polizeireviere ein und verbesserte durch Einführung des Droschkenwesens auch das Verkehrswesen. 1744 berief der König ihn noch zum Vizepräsidenten der erneuerten Akademie der Wissenschaften, doch konnte er in diesem Amt wegen seines frühen Todes keine große Wirkung mehr entfalten.